# Фагот
Фаго́т (итал. fagotto, дословно — «узел, пучок, вязанка», нем. fagott, фр. basson, англ. bassoon) — язычковый деревянный духовой музыкальный инструмент басового, тенорового, альтового и частично сопранового регистра. Имеет вид согнутой, дугообразной, длинной трубки с системой клапанов и двойной (как у гобоя) тростью, которая надевается на металлическую трубку («эс») в форме буквы S, соединяющую трость с основным корпусом инструмента. Своё название инструмент получил из-за того, что в разобранном виде напоминает вязанку дров (в переводе с итальянского fagotto — «вязанка дров»).
Тембр фагота весьма экспрессивен и на всём диапазоне богат обертонами. Наиболее употребительны нижний и средний регистр инструмента, верхние ноты звучат несколько гнусаво и сдавленно. Фагот применяется в симфоническом, реже в духовом оркестре, а также как сольный и ансамблевый инструмент.

## История возникновения и развития фагота
Появление фагота относится к первой половине XVI века. Его изобретение в течение многих лет приписывалось канонику из Феррары по имени Афранио дель Альбонези. В XX веке, однако, было установлено, что инструмент Афранио представлял собой подобие волынки с металлическими язычками и ничего общего с фаготом не имел.
Непосредственным предшественником фагота был старинный духовой инструмент под названием «бомбарда». В отличие от неё, фагот для удобства изготовления и переноски был разделён на несколько частей. Изменение конструкции благотворно повлияло на тембр инструмента, что отразилось в его названии ― на первых порах его называли «дульцианом» (от итал. dolce ― «нежный, сладкий»). Имя подлинного изобретателя фагота всё ещё остаётся неизвестным.
На начальном этапе фаготы имели лишь 3 клапана, в XVIII веке — 5 клапанов, а также октавные клапаны, значительно расширившие верхний регистр.
В начале XIX века ведущее место на музыкальном рынке занимали инструменты французской системы, имевшие 11 клапанов. Автором этих моделей был Жан-Николь Саварри. Позже появились инструменты образца французских мастеров А. Бюффе и Ф. Требера.
Особое место в истории совершенствования инструмента занимает фаготист и капельмейстер Карл Альменредер, в 1831 г. вместе с Иоганном Адамом Геккелем основавший в Бибрихе производство деревянных духовых инструментов. В 1843 г. Альменредер представил сконструированный им усовершенствованный, 17-клапанный фагот. Эта модель была принята за основу и доведена до совершенства фирмой «Геккель». Французские, а затем и австрийские фаготы, выпускавшиеся в середине XIX века фирмой «Циглер и сын», не выдержали конкуренции с инструментами Геккеля и были вытеснены в ряде стран.

## Роль фагота в музыке

### До XX века
На первых порах своего существования фагот выполнял функцию усиления и дублирования басовых голосов. Более самостоятельную роль он начал играть в начале XVII века. Появляются произведения для дульциана и одного-двух инструментов в сопровождении бассо континуо ― сонаты Бьяджо Марини, Дарио Кастелло, Джованни Батиста Буонаменте, Джованни Батиста Фонтаны и других авторов. Первое сочинение для солирующего дульциана ― Фантазия из сборника Canzoni, fantasie et correnti Бартоломе де Сельма-и-Салаверде, опубликованного в 1638 году в Венеции. Автор поручил солирующему инструменту достаточно сложную по тем временам партию в диапазоне, расширенном вниз до B1 (си-бемоль контроктавы). Высокие требования предъявляет к исполнителю и Соната Филиппа Фридриха Бёдекера (1651). В монументальном труде Grunde-richtiger … Unterricht der musicalischen Kunst, oder Vierfaches musicalisches Kleblatt (1687) авторства Даниэля Шпеера есть две сонаты для трёх дульцианов. Все эти произведения рассчитаны на инструмент с двумя клапанами.
На рубеже XVII―XVIII веков популярность стремительно начал набирать новый, усовершенствованный инструмент ― фагот. Прежде всего он вошёл в состав оперного оркестра: в некоторых операх Райнхарда Кайзера используется до пяти фаготов. Жан-Батист Люлли трактовал фагот как басовый голос в духовом трио, где верхние голоса поручались двум гобоям, а само трио противопоставлялось по тембру струнной группе оркестра (например, в опере «Психея», 1678).
В 1728 году Георг Филипп Телеман пишет Сонату f-moll, в которой использует эффекты «эха», кантилену в высоком регистре. Другие сонаты этого периода принадлежат перу Карло Бесоцци, Иоганна Фридриха Фаша, Иоганна Давида Хайнихена, Кристофа Шаффрата, Джона Эрнеста Гальярда. Камерная музыка для фагота этого периода представлена также трио-сонатами Телемана и Генделя; серию сонат для двух гобоев и фагота создал Ян Дисмас Зеленка.
39 концертов Антонио Вивальди ― важная часть репертуара фагота. Их сольные партии предвосхищают приёмы, которые войдут в употребление через несколько десятилетий ― быстрые переходы и скачки из регистра в регистр, виртуозные пассажи, длинные кантиленные эпизоды. В то же время используемый диапазон (за редкими исключениями) не выходит за рамки «дульциановых» двух с половиной октав: от до большой октавы до соль первой. Концерты для фагота также писали И. Г. Граун, К. Граупнер, И. Г. Мютель, И. Ф. Фаш.
Иоганн Себастьян Бах не оставил сольных произведений для фагота (хотя иногда поручал ему сольные партии в своих кантатах), однако несколько сочинений принадлежит его сыновьям ― Иоганну Христиану (Концерт) и Карлу Филиппу Эммануэлю (Трио-сонаты).
Одним из наиболее часто играемых произведений в репертуаре фагота является Концерт B-dur Вольфганга Амадея Моцарта, написанный в 1774 году. Предположительно, этот концерт заказал 18-летнему композитору барон Дюрниц, сам фаготист-любитель. В 1934 был обнаружен ещё один концерт, на первых порах приписывавшийся Девьену, однако в 1975 было в нём окончательно установлено авторство Моцарта.
Фагот часто применялся как один из солирующих инструментов в концертных симфониях. Наиболее известные из них принадлежат Гайдну (для гобоя, фагота, скрипки и виолончели) и Моцарту (для гобоя, кларнета, фагота и валторны). Несколько концертов были написаны для двух фаготов с оркестром.
Сочинения для фагота, начиная со второй половины XVIII века, могут быть условно разделены на две группы. Первая из них ― сочинения самих фаготистов, таких как Ф. Гебауэр, К. Якоби, К. Альменредер. Предназначенные для собственных выступлений, они часто были написаны в форме вариаций или фантазий на популярные темы. Вторая ― произведения профессиональных композиторов с расчётом на исполнение конкретным музыкантом. К ней можно отнести концерты К. Стамица, Девьена, Кроммера, Данци, Рейхи, Гуммеля, Калливоды, М. Гайдна, Кожелуха, Бервальда и др. Карл Мария фон Вебер в 1811 написал Концерт F-dur, op. 75, для мюнхенского придворного фаготиста Брандта, кроме того, ему принадлежит Анданте и Венгерское рондо, первоначально предназначенное для альта. Сравнительно недавно был обнаружен Концерт Джоаккино Россини (1845).
Намного реже фагот использовался в камерной музыке. Известно лишь несколько сонат с фортепиано: Антона Листе, Иоганнеса Амона, Антонина Рейхи, Камиля Сен-Санса, небольшие пьесы написали Людвиг Шпор и Кристиан Руммель. Французский фаготист Эжен Жанкур пополнял свой репертуар переложениями произведений, написанных для других инструментов.
М. Глинка трактовал фагот как мелодически выразительный инструмент. Такая трактовка присуща его «Патетическому трио» для кларнета, фагота и фортепиано (1832). Обоим духовым инструментам композитор поручает сольные эпизоды, наполненные взволнованностью и патетикой чувств. Именно в этом сочинении впервые в истории оркестра Глинка предписывает фаготу исполнение вибрато.
Роль фагота в оркестре XIX века также достаточно скромна. Берлиоз упрекал его за недостаток экспрессии и силы звука, хотя и отмечал особый тембр его верхнего регистра. По мнению Берлиоза, «в оркестре фагот oчень полезен вo множестве случаев. 3вук y негo нe слишком сильный, а тембp, совершенно лишённый блеска и благородства, имеет склонность к гротеску, с чем всегда нужно считаться, если он выдвигается на первый план. Егo низкие звуки дают превосходные басы для всей группы дepeвянныx духовых инструментов». Только со второй половины столетия композиторы начинают поручать фаготу сольные эпизоды, например, Бизе в опере «Кармен», Чайковский в Четвёртой и Шестой симфониях и др.

### XX—XXI век
Благодаря усовершенствованию конструкции фагота и техники игры на нём его репертуар в XX веке значительно расширился.
Сольную литературу для фагота писали:
- Эдвард Элгар, «Романс» для фагота с оркестром, Op. 62 (1909)
- Эрманно Вольф-Феррари Сюита-концертино F-Dur для фагота, струнного оркестра и двух валторн, Op. 16 (1932)
- Эйтор Вилла-Лобос, «Танец семи нот» для фагота и струнного оркестра (1933)
- Виктор Брунс 4 концерта для фагота: Op. 5 (1933), Op. 15 (1946), Op. 41 (1966) и Op. 83 (1986)
- Жан Франсе Дивертисмент для фагота и струнного оркестра (1942); Концерт для фагота и 11 струнных (1979); Четверной концерт для флейты, гобоя, кларнета и фагота с оркестром
- Эжен Бозза Концертино для фагота и камерного оркестра, Op. 49 (1946)
- Гордон Джакоб Концерт для фагота, ударных и струнного оркестра (1947)
- Пауль Хиндемит Концерт для трубы, фагота и струнного оркестра (1949)
- Франко Донатони Концерт для фагота с оркестром (1952)
- Андре Жоливе Концерт для фагота, арфы, фортепиано и струнного оркестра (1954)
- Стьепан Шулек Концерт для фагота с оркестром (1958)
- Анри Томази Концерт для фагота с оркестром (1961)
- Бруно Бартолоцци Conzertazioni для фагота, струнных и ударных инструментов (1963)
- Хенк Бадингс Концерт для фагота, контрфагота и духового оркестра (1964)
- Лев Книппер Двойной концерт для трубы, фагота с оркестром (1968); Концерт фагота с оркестром (1970)
- Софья Губайдулина Концерт для фагота и низких струнных (1975)
- Нино Рота Концерт для фагота (1974—77)
- Пьер Булез «Диалог двух теней» транскрипция для фагота и электроники (1985—1995)
- Лучано Берио Sequenza XII для фагота соло (1995)
- Джон Уильямс «The Five Sacred Trees» концерт для фагота с оркестром (1995)
- Юрий Каспаров Концерт для фагота с оркестром (1996)
- Моисей Вайнберг Соната для фагота соло, Oр. 133
- Эдисон Денисов 5 этюдов; Соната для фагота соло.
- Алан Хованесс
- Никос Скалкотас
- Александр Тансман Сонатина для фагота и фортепиано
- Франк Бедросян «Transmission» для фагота и электроники (2002)
- Марьян Мозетич Концерт для фагота, маримбы и струнного оркестра (2003)
- Пьерлуиджи Биллоне «Legno. Edre V. Metrio» для фагота соло (2003); «Legno.Stele» для двух фаготов и ансамбля (2004)
- Калеви Ахо Концерт для фагота с оркестром (2004)
- Вольфганг Рим «Psalmus» для фагота и оркестра (2007)

Ответственные оркестровые партии поручали фаготу Морис Равель, Игорь Стравинский, Карл Орф, Сергей Прокофьев.
Развёрнутые сольные партии есть в Седьмой, Восьмой и Девятой симфониях Дмитрия Шостаковича.
В камерной музыке фаготу отведена важная роль. Фагот используется в камерных сочинениях таких композиторов, как Камиль Сен-Санс (Соната для фагота и ф-но), Франсис Пуленк (Соната для кларнета и фагота), Альфред Шнитке (Гимн III, IV), Пауль Хиндемит (Соната для фагота и ф-но), Эйтор Вилла-Лобос (Бразильские бахианы), Софья Губайдулина, Жан Франсе, Игорь Стравинский («История солдата»), Андре Жоливе («Рождественская пастораль» для флейты, фагота и арфы), Юн Исан, Калеви Ахо и других.

## Строение фагота
Фагот представляет собой длинную трубку полого-конической формы. Для большей компактности воздушный столб внутри инструмента как бы сложен вдвое. Основной материал для изготовления фагота ― древесина клёна.
Корпус фагота состоит из четырёх частей: нижнего колена («сапога», имеющего U-образную форму), малого колена («флигеля»), большого колена и раструба.
От малого колена отходит бокал — тонкая длинная металлическая трубка, изогнутая в виде буквы S (отсюда другое название бокала ― «эс» и «крюк»), на которую насаживается трость ― звукообразующий элемент фагота.
На корпусе инструмента находятся многочисленные отверстия (около 25―30), открывая и закрывая которые, исполнитель изменяет высоту звука.
Лишь 5―6 отверстий управляются непосредственно пальцами, для остальных используется сложный клапанный механизм.
Частотный диапазон — от 58,27 Гц (си-бемоль контроктавы) до 698,46 Гц (фа второй октавы).
Спектр — до 7 кГц.
Форманты — 440—500 Гц,
Динамический диапазон — 33 дБ.
Звук направлен вверх, назад, вперед.

## Техника игры на фаготе
В общих чертах техника исполнения на фаготе напоминает таковую на гобое, однако дыхание на фаготе расходуется быстрее в силу его бо́льших размеров. Стаккато фагота отчётливое и острое. Хорошо получаются скачки́ на октаву и более; смена регистров практически незаметна.
Технике фагота более всего свойственны чередования мелодических фраз среднего дыхания с различными оттенками гаммообразных пассажей и арпеджио, преимущественно в стаккатном изложении и с применением разнообразных скачков.
Диапазон фагота — от B1 (си-бемоль контроктавы) до f² (фа второй октавы), возможно извлечь и более высокие звуки, однако они не всегда устойчивы по звучанию. Фагот может оснащаться раструбом, позволяющим извлекать ля контроктавы (этот звук используется в некоторых произведениях Вагнера). Ноты пишутся в басовом, теноровом, изредка в скрипичном ключе в соответствии с действительным звучанием.
Новейшие техники игры, вошедшие в исполнительскую практику фаготистов в XX веке ― двойное и тройное стаккато, исполнение нескольких звуков на инструменте одновременно (мультифоники), четвертитоновая и третитоновая интонация, фруллато, тремоло, глиссандо, циркулярное дыхание и другие. Эти техники наиболее востребованы в сочинениях композиторов-авангардистов, в том числе для фагота соло.

## Французские и немецкие традиции
Большинство фаготов, использующихся в современных оркестрах, принадлежат к немецкой системе, копирующей в, общих чертах, механику, разработанную немецкой фирмой Геккель. В то же время, во франкоязычных странах имеет хождение инструмент французской системы, существенно отличающейся от немецкой. Французский фагот также отличается более «лирическим» тембром.

## Разновидности фагота

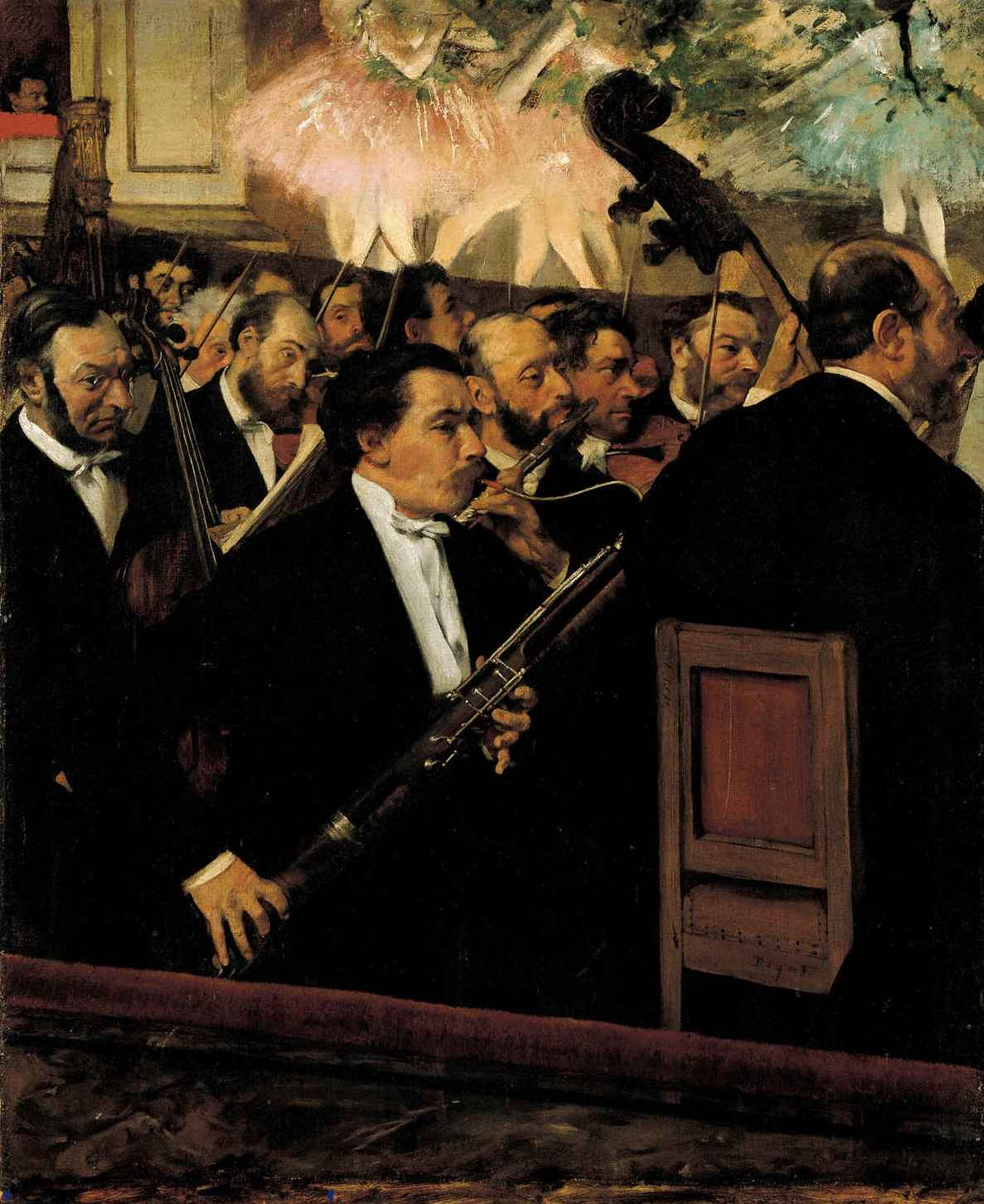
Эдгар Дега. Оркестр Опера, 1870. На переднем плане ― фаготист Дезире Дио. Фагот французской системы.

В современной оркестровой практике наряду с непосредственно фаготом, сохранилась только одна его разновидность контрафагот ― инструмент с такой же системой клапанов, что и у фагота, но звучащий на октаву ниже его.
В разное время существовали также более высокие по звучанию разновидности фагота. Михаэль Преториус в одном из первых в истории крупных трудов по инструментоведению Syntagma musicum (1611) упоминает семейство дульцианов высокого строя в трёх разновидностях, обозначенных как Diskantfagott, Altfagott и Fagott Piccolo. Они были в ходу до конца XVII века, но и с появлением и распространением современного фагота мастера продолжили изготавливать инструменты высоких строев, многие из которых дошли до наших дней. Обычно они настраивались на квинту (реже на кварту или малую терцию) выше обычного фагота. В англоязычной литературе такие инструменты известны под названием tenoroon, а во франкоязычной как basson quinte. Существовала и ещё более высокая разновидность, звучавшая на октаву выше фагота, под названием «фаготтино» или «малый фагот». В Бостоне хранится ранний экземпляр такого инструмента работы И. К. Деннера.
Малый фагот эпизодически использовался в партитурах XVIII века. В начале XIX века в некоторых оперных театрах Франции им заменяли английский рожок, а Эжен Жанкур практиковал сольное исполнительство на нём. Тем не менее, к концу XIX века все высокие разновидности фагота вышли из употребления.
В 1992 фаготным мастером Гунтрамом Вольфом малый фагот впервые за много лет был изготовлен для британского фаготиста Ричарда Мура, который заказал композитору Виктору Брунсу несколько сочинений для него. Ещё одна сфера применения малого фагота ― обучение игре: ещё Карл Альменредер советовал начинать обучение с десяти лет именно на малых разновидностях фагота, чтобы в более старшем возрасте без проблем переходить на большой инструмент. Вольф также разработал инструмент контрафорте с более широкой мензурой и большей тростью, но с тем же диапазоном, что у контрафагота, способного производить более громкие звуки (отсюда название).